# Aéroport John A. Osborne
L'aéroport John A. Osborne (code IATA : MNI • code OACI : TRPG) est le seul aéroport qui dessert l'île de Montserrat, en remplacement du précédent aéroport W. H. Bramble qui a été détruit en 1997.

## Compagnies et destinations
| Compagnies             | Destinations |
| ---------------------- | --- |
| ABM Air                | Saint John's-V. C. Bird Charter : Barbuda-Codrington |
| FlyMontserrat          | Saint John's-V. C. Bird Charter : Anguilla-Clayton J. Lloyd, Bridgetown-Grantley-Adams, Barbuda-Codrington, Sainte-Lucie - George. F. L. Charles, Dominique-Canefield, Dominique - Douglas-Charles, Martinique A. Césaire, Newcastle (Nevis) - Vance W. Amory (en), Guadeloupe - Maryse Condé, Saint-Barthélemy, Saint-Eustache, Saint-Christophe-et-Niévès, Saint-Martin - Princesse-Juliana, Saint-Vincent-Argyle, Tortola - Terrance B. Lettsome (en), Sainte Lucie-Hewanorra |
| Trans Anguilla Airways | Charter : Anguilla-Clayton J. Lloyd |

Édité le 28/02/2020

## Statistiques
Pour des raisons techniques, il est temporairement impossible d'afficher le graphique qui aurait dû être présenté ici.

Voir la requête brute et les sources sur Wikidata.